# Julio César Pinheiro
Julio César Pinheiro (Itapeva, Estat de São Paulo, Brasil, 22 d'agost de 1976) és un exfutbolista mexicà d'origen brasiler. Ocupava la posició de migcampista.
Va començar a militar al Guaraní brasiler. Posteriorment va jugar al Sao Caetano, Palmeiras, CD Logroñés i Atlético Celaya. Va viure la seua millor etapa entre el 2000 i el 2003, militant a Cruz Azul, amb qui va arribar a la final de la Libertadores.
L'estiu del 2003 fitxa pel CA Osasuna, amb qui tot just apareix en sis ocasions. Marxa a l'Atlas, de la lliga mexicana. El 2005 retorna al Brasil, al modest Ponte Preta. Després d'uns mesos de lesió, torna a Mèxic per jugar amb el Monterrey i l'UNAM, abans d'incorporar-s'hi al Kyoto Purple Sanga, de la lliga japonesa.